# غييرمو كامبانال
غييرمو غونزاليز ديل ريو غارسيا (بالإسبانية: Guillermo González del Río García)‏ (9 فبراير 1912 – 22 يناير 1984) الشهير باسم غييرمو كامبانال (بالإسبانية: Guillermo Campanal)‏ أو كامبانال الأول (بالإسبانية: Campanal I)‏ لاعب كرة قدم إسباني راحل كان يجيد اللعب في خط الهجوم .
لعب طوال مسيرته الرياضية في أندية ريال سبورتنغ خيخون (1927-1929) إشبيلية (1929-1946).
مثل منتخب إسبانيا في 3 مباريات مسجلاً هدفين (1934-1941)، وشارك معه في بطولة كأس العالم 1934 في إيطاليا حيث خرج من الدور الربع النهائي.
تولى تدريب أندية إشبيلية (1949-1953) إشبيلية (1957) إشبيلية (1959).

## وصلات خارجية
- غييرمو غونزاليز ديل ريو غارسيا على موقع الاتحاد الدولي (مؤرشف)  (الإنجليزية)
- غييرمو غونزاليز ديل ريو غارسيا على موقع قاعدة بيانات كرة القدم.إي يو (الإنجليزية)
- غييرمو غونزاليز ديل ريو غارسيا على موقع ناشيونال فوتبول تيمز (الإنجليزية)
- سيرة ذاتية